# Den osynliga rosa enhörningen

Ett försök —dömt att misslyckas förstås— att ge en bild av den samtidigt både osynliga och rosa enhörningen

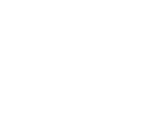
Denna bild av den osynliga rosa enhörningen har en alfakanal som gör den transparent. Därigenom approximeras enhörningens faktiska gestalt.

Den osynliga rosa enhörningen (engelska Invisible Pink Unicorn, förkortat IPU) är gudinnan i en satirisk religion som introducerades 1990 på Usenet. Den är använd i nätdiskussioner av ateister eller religionskritiker för att driva med teisters tro på obevisbara och ofta logiskt motsägelsefulla gudomligheter. 
Enligt Steve Eley bygger tron på den osynliga rosa enhörningen, liksom tron på andra gudar, både på tro och logiskt vetande. Tron på att hon är rosa, och det logiska vetandet att hon är osynlig eftersom man inte kan se henne. Det till synes motsägelsefulla i att hon är både osynlig och rosa tillskrivs hennes stora andliga makt. Eftersom hon är osynlig går det inte heller att bevisa att hon inte finns.